# Martin Hägglund
Martin Hägglund (nascido em 23 de novembro de 1976) é um filósofo, teórico literário e estudioso de literatura moderna sueco. Hägglund é Professor de Literatura Comparada e Humanidades na Universidade de Yale. É também membro da Harvard Society of Fellows, tendo atuando como Junior Fellow de 2009 a 2012. Hägglund é o autor de Kronofobi: Essäer om tid och ändlighet (Cronofobia: Ensaios sobre o Tempo e Finitude, 2002), Radical Atheism: Derrida and the Time of Life (2008), Dying for Time: Proust, Woolf, Nabokov (2012), and This Life: Secular Faith and Spiritual Freedom (2019). Recebeu a bolsa Guggenheim em 2018 e ganhou o Prêmio René Wellek em 2020.

## Obras

### This Life(2019)
Em This Life: Secular Faith and Spiritual Freedom (2019), Hägglund busca analisar o ideal religioso da eternidade e reconstrói a noção de fé em termos seculares como uma forma fundamental de comprometimento prático. Por meio de releituras de GWF Hegel, Karl Marx e Martin Luther King Jr., Hägglund analisa as repercussões sociais e políticas de sua crítica da religião, argumentando que a noção capitalista de trabalho nos afasta de nossa vida finita. Hägglund sugere uma reavaliação dos valores atuais, sugerindo uma concepção de socialismo democrático como um modo de viver pós-capitalista no qual os indivíduos podem verdadeiramente possuir seu tempo e reconhecer sue liberdade compartilhada.

### Dying for Time(2012)
Dying for Time oferece novas leituras da questão da temporalidade nas obras de Marcel Proust, Virginia Woolf e Vladimir Nabokov. Articulando as obras de Sigmund Freud e Jacques Lacan, Hägglund desenvolve uma teoria sobre a relação entre tempo e desejo ("cronolibido"), abordando luto e melancolia, prazer e dor, apego e perda.

### Radical Atheism(2008)
Radical Atheism é um projeto de desconstrução, oferecendo uma nova perspectiva do pensamento de Jacques Derrida sobre tempo e espaço, vida e morte, bem e mal, eu e o outro. Hägglund argumenta que todos os nossos compromissos pressupõem um investimento e preocupação com a finitude da vida. Hägglundo elabora uma narrativa desconstruída do tempo, enfatizando como Derrida repensa a constituição da identidade, a violência da ética, o desejo por religião e a emancipação política de acordo com a condição de finitude temporal.